# El Héroe (historieta de David Rubín)
El Héroe es una novela gráfica publicada por David Rubín en 2011 y 2012.

## Creación y trayectoria editorial
David Rubín concibió la obra mientras trabajaba en una productora de animación (Digra films) en la cual estuvo un año sin cobrar, como un homenaje al género de los superhéroes,
dando así pie a una historieta de acción y a todo color, muy distinta de la introspección narrativa que caracterizaba Cuaderno de tormentas (2008).
Tras un segundo año dedicado en exclusiva a dibujar el guion, Astiberri Ediciones publicó el primer tomo el 14 de abril de 2011, aprovechando la celebración del Salón del Cómic de Barcelona de ese año. El 30 de noviembre de 2012, salió a la venta el segundo y último libro de El Héroe, seguido de una fuerte campaña publicitaria por parte del autor y la editorial y de una gira de presentación por varias ciudades de España.

## Argumento
El Héroe actualiza el relato clásico de los doce trabajos de Heracles, convirtiendo a su protagonista en una estrella mediática, que usa iPod y motocicleta, mientras va pasando de la infancia a la vejez.

## Estilo
La obra se inspira conscientemente en el estilo de Jack Kirby y homenajea profusamente al género de superhéroes en general.